# Île de Galveston
L'Île de Galveston ou Galveston Island est un banc-de-sable-île (Île barrière) situé sur la côte du Texas, entre le golfe du Mexique et la West Bay. Le Nord de l'île est bordé par la baie de Galveston.
Elle fut ainsi nommée baptisée en l'honneur de Bernardo de Gálvez en 1785 par l'explorateur espagnol Jose de Evia qui dessina la carte des côtes du golfe du Mexique.

## Géographie
Située dans le comté de Galveston, elle s'étend sur une longueur d'environ 43,5 km pour 4,8 km de large, à environ 70 km au Sud-Est de la ville de Houston.
Au Nord, elle est séparée de Bolivar Peninsula par le détroit de Bolivar Roads, tandis qu'au Sud celui de San Luis Pass (en) la sépare de l'île Follets que l'on franchit néanmoins par un pont, le San Luis Pass-Vacek Toll Bridge.
L'île est directement reliée au continent par l'intermédiaire de l'Interstate 45 qui franchit la West Bay grâce à la Chaussée de Galveston (en).
Au Nord-Ouest de l'île de Galveston se trouve également celle de Pelican (en) dont elle est séparée par le Galveston Ship Channel.

## Population
La ville portuaire de Galveston occupe la totalité de l'île à l'exclusion de la petite enclave de Jamaica Beach

## Histoire
La première colonie permanente fut installée sur l'île par le corsaire français Louis-Michel Aury comme base opérationnelle au soutien de la lutte pour l'indépendance mexicaine contre l'Espagne.
En 1817, Aury, revenant d'un raid infructueux contre les espagnols, trouva l'île occupée par Jean Lafitte, pirate mais aussi héros de la guerre de 1812, qui avait organisé celle-ci en royaume pirate nommé "Campêche" qu'il gouvernait. Lafitte et son frère Pierre qui seront à l'origine de la fondation de la ville de Galveston, resta sur l'île jusqu'en 1821, date à laquelle il en fut chassé par la marine américaine désirant faire cesser la piraterie et la traite négrière (bien que Lafitte n'ait jamais attaqué un navire américain).
En 1900, l'île comme la ville de Galveston fut ravagée par une terrible ouragan qui causa la mort de 12 000 personnes et détruisit totalement le premier port cotonnier du sud des États-Unis, surnommé auparavant le « Wall Street du sud-ouest ».
En 2008, l'ouragan Ike frappa l'île à son tour, mais on déplora néanmoins une soixantaine de morts. Cependant, les dommages furent estimés entre 6 et 18 milliards $US.

## Source
- (en) Cet article est partiellement ou en totalité issu de l’article de Wikipédia en anglais intitulé « Galveston Island » (voir la liste des auteurs).